# Edgar W. Mix
Edgar W. Mix (ur. 1866 w Columbus, zm. 16 listopada 1911)  – amerykański inżynier elektryk, baloniarz.
Zdobywca balonowego Pucharu Gordona Bennetta w 1909 roku.

## Życiorys
W 1888 roku ukończył studia na Uniwersytecie Stanu Ohio. Pracował od 1890 roku jako inżynier w Paris Electric Company, potem jako główny inżynier w General Electric Co. Pełnił również funkcję kierownika działu eksportu w General Motors Co. z Detroit. Mieszkał we Francji i tu zaczął uprawiać baloniarstwo. W 1907 roku reprezentował francuski Aero Club podczas II zawodów o Puchar Gordona Bennetta, a w 1909 roku reprezentował Stany Zjednoczone podczas IV Pucharu i wygrał. Zawody rozpoczęły się 3 października 1909 roku w Zurychu. Mix wystartował na balonie America-II. Podczas lotu zawodnicy lecieli w gęstej mgle. Chłopi na terenie Austrio-Węgier zauważyli zwisającą linę ściągnęli balon na ziemię. Po kilkuminutowej rozmowie balon odleciał w dalszą drogę. Zdarzenie to mało nie doprowadziło do dyskwalifikacji załogi. Ostatecznie uznano zwycięstwo Amerykanów.
Mix zginął 16 listopada 1911 roku popełniając samobójstwo na kanale La Manche. Według oficjalnych informacji zostawił list i wyskoczył z łodzi płynącej z Dover do Calais. Ciała nigdy nie odnaleziono. Siostry podejrzewały zabójstwo, ale śledztwa nie przeprowadzono.

## Fotograf
Mix pasjonował się fotografią. W National Air and Space Museum jest przechowywana kolekcja zawierająca 38 pudeł, a w nich 700 szklanych negatywów wykonanych przez niego fotografii. Zdjęcia z lat 1910–11 pokazują  głównie imprezy lotnicze w Paryżu. Znalazły się tam też zdjęcia lotnicze Paryża. Kolekcja została przekazana do Muzeum w 1998 roku przez jego potomków. 